# Sălcuța (Căușeni)
Sălcuța (in russo Сэлкуца, traslitterato: Selkutsa; in ucraino Селкуца, traslitterato: Selkutsa) è un comune della Moldavia situato nel distretto di Căușeni di 4.360 abitanti al censimento del 2014.

## Geografia fisica

### Territorio
Il centro abitato è situato nell’area sud-orientale del paese, a circa 3 km in linea d’aria dal confine con l’Ucraina. Nell’area immediatamente a nord dell’abitato scorre il fiume Botna, affluente del Dnestr e sesto fiume della Moldavia in ordine di lunghezza.

### Clima
Il clima dell’area è classificabile come continentale e presenta forti escursioni termiche stagionali, con temperature che possono raggiungere i 40 °C in estate e scendere fino a -25 °C in inverno.

## Storia
Il villaggio di Sălcuța è menzionato per la prima volta in un documento risalente al 22 marzo 1706, il quale afferma l’arrivo in loco di Gáspár Pápai e Michály Bay, originari dell’Alta Ungheria e di ritorno da una spedizione in Crimea per conto del principe di Transilvania Francesco II Rákóczi.
Durante la Guerra russo-turca (1787-1792), il villaggio fu depredato e incendiato dai russi, i quali cacciarono dalla zona un importante numero di tatari. 
A seguito della Guerra russo-turca (1806-1812) il villaggio, come tutta la Bessarabia, è annesso all’Impero russo. 
Tra il 1818 ed il 1828 vengono condotti i rilievi topografici in Bessarabia sotto la supervisione dell’ufficiale di stato maggiore Kornilovici, nei quali si afferma che l’attuale villaggio di Sălcuța fu fondato da un centinaio di famiglie di contadini originari della contea di Cârligătura nel luogo in cui prima vi era un importante insediamento tataro, teoria successivamente condivisa ed esposta anche da Zamfir Arbore.
All’interno del Governatorato della Bessarabia fa parte della contea di Bender e, nell’ambito di quest’ultimo, della parrocchia di Taraclia.